# Potencial postsináptico

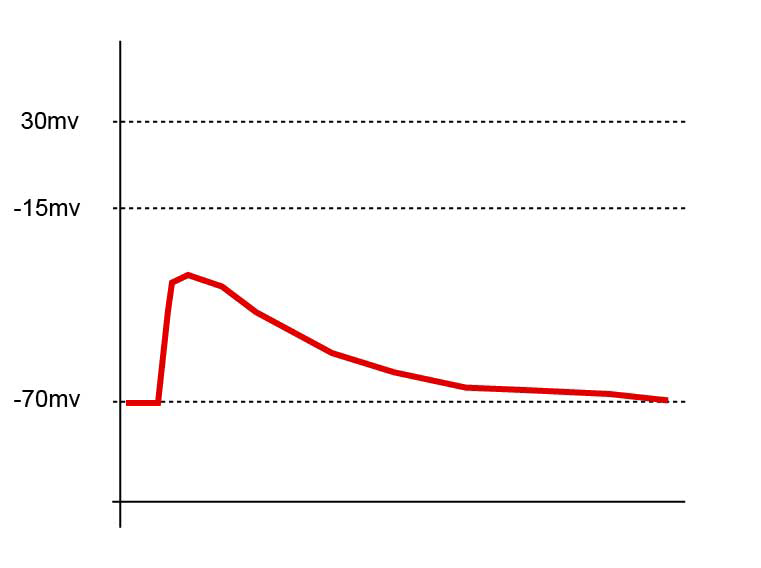
Se observa un potencial postsináptico excitatorio. La apertura de canales iónicos finaliza con la despolarización de la célula, de forma que aumenta su carga interna neta temporalmente

Un potencial postsináptico, llamado PSP por sus siglas en inglés, es un cambio temporal en el potencial de membrana de la neurona causado por el flujo de iones cargados variando la probabilidad de que se produzca un potencial de acción en la neurona. Un PSP es llamado potencial excitatorio postsináptico si despolariza la membrana y aumenta la probabilidad de que se dé un potencial de acción y es llamado potencial inhibitorio postsináptico si la disminuyen, manteniendo la neurona polarizada.
Los potenciales sinápticos, a diferencia de los potenciales de acción, tienen una duración relativamente larga y no son fenómenos de «todo o nada». Estas características permiten la integración sináptica, conocida como sumación, de diferentes señales tanto excitatorias (PEPS) como inhibitorias (PIPS) en la célula, de forma que en última instancia podría producirse o evitarse un potencial de acción en el cono axónico.

## Explicación del fenómeno

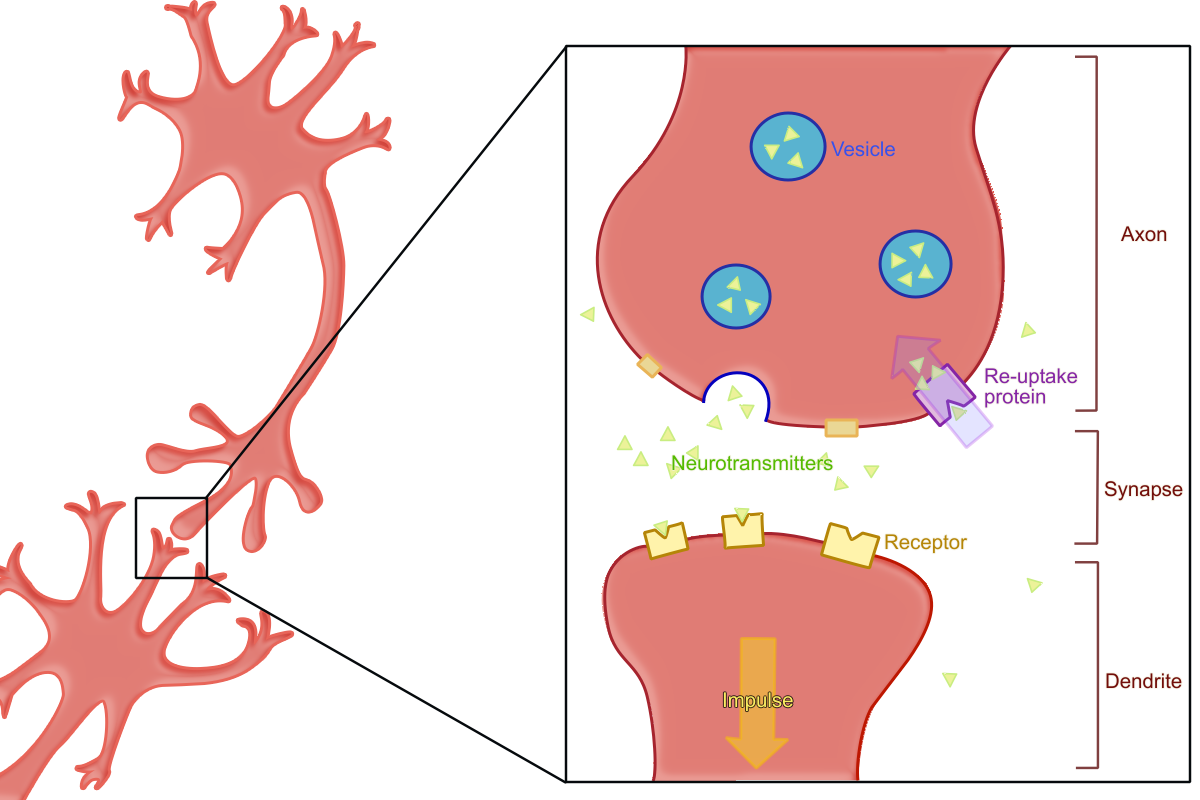
La sinapsis química. Se observan los neurotransmisores almacenados en vesículas (azul) en la neurona presináptica y los receptores de membrana (amarillo) en la dendrita de la neurona postsináptica

Los PSP se producen en las neuronas postsinápticas como consecuencia de las sinapsis, pudiendo darse tanto en sinapsis eléctricas como en químicas. En el primer caso, la existencia de uniones gap entre las neuronas pre y postsináptica permite el flujo de iones cargados de una célula a la otra, cambiando su potencial de membrana y produciendo un potencial postsináptico.
En el caso de sinapsis químicas, la neurona presináptica libera un neurotransmisor específico en la hendidura sináptica que se une a los receptores de la célula postsinaptica.  Esta unión puede desencadenar respuestas rápidas, si el receptor es ionotrópico, es decir, si está acoplado a la apertura o cierre de canales iónicos; o lentas y prolongadas si es metabotrópico, es decir que realiza esta acción a través de segundos mensajeros.
En función del neurotransmisor empleado, el tipo de receptor y de las concentraciones iónicas intra y extracelulares la apertura de los canales produce un flujo de iones hacía dentro o hacía fuera de la célula. En los potenciales postsinápticos excitatorios se produce la entrada de iones cargados positivamente, generalmente Sodio, produciendo una despolarización en la membrana y facilitando el potencial de acción. En los potenciales postsinápticos inhibitorios se produce generalmente la apertura de canales de cloro y de potasio de forma que entra cloro, con carga negativa, y sale potasio, con carga positiva. El efecto sinérgico de este flujo iónico es la hiperpolarización de la célula, dificultando que se produzca un potencial de placa.

## Integración sináptica

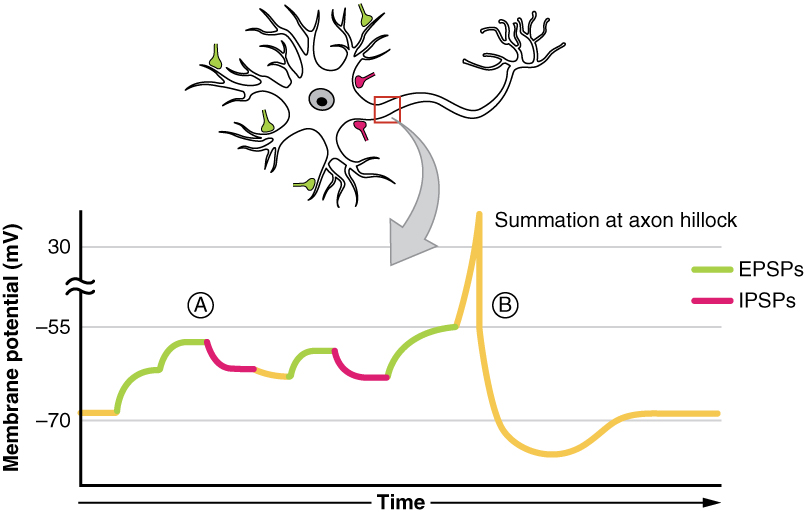
En la imagen se muestra el efecto de la sumación excitatoria e inhibitoria como la variación del potencial de membrana medida en un cono axónico y como determina el inicio de un potencial de acción. En A se observa como dos potenciales postsinápticos excitatorios (verde) se suman despolarizando la membrana y como un potencial postsináptico inhibitorio (magenta) hiperpolariza la neurona alejándola del umbral del potencial de acción. En B se observa como un PEPS alcanza el umbral del potencial de acción en el cono axónico, dando lugar al potencial de acción.

La integración en la neurona de las diferentes señales que hiperpolarizan y despolarizan la célula se conoce como sumación, dado el carácter aditivo de los potenciales sinápticos. En última instancia, para que se produzca el potencial de acción debe llegar una corriente despolarizante al cono axónico que supere el umbral del potencial de acción.
De esta manera habría varios factores implicados: La carga del potencial, la distancia al cono axónico y la diferencia temporal y espacial entre los potenciales. De esta manera una sinapsis tiene más probabilidades de producir un potencial de axón cuanto más cerca se encuentre del cono axónico, por ejemplo, la probabilidad de que se dé un potencial de acción en una sinapsis axo-somática es mayor que en una sinapsis axo-dendrítica. Igualmente, una sinapsis en una dendrita proximal tiene más efecto en la integración que una sinapsis en una dendrita apical.

### Sumación
La confluencia de diferentes potenciales sinápticos produce una sumación de sus potenciales, diferenciando la sumación espacial y la sumación temporal de los potenciales postsinápticos. En caso de que lleguen dos potenciales de una misma sinapsis en un lapso de tiempo corto ambos potenciales pueden superponerse, fenómeno conocido como sumación temporal que resulta en una amplificación de la señal. En este caso, al provenir de una misma sinapsis siempre se amplifica la señal de la misma, pudiendo resultar en una mayor excitación o una mayor inhibición.
Por otra parte, si varios potenciales de diferentes sinapsis confluyen en la neurona, se produce la sumación espacial de las señales. Al poder llegar tanto sinapsis excitatorias como inhibitorias, es decir, potenciales con carga positiva y negativa respectivamente el resultado de la sumación espacial depende de las cargas y de sus fuerzas relativas al llegar al cono axónico.

## Neurotransmisores implicados
El neurotransmisor más relacionado con los PEPS es el aminoácido glutamato. Su ubicuidad en las sinapsis excitatorias hace que sea el neurotransmisor excitatorio por excelencia. Por el contrario, el Ácido gamma-aminobutírico, abreviado GABA por sus siglas en inglés, es el neurotransmisor inhibitorio con mayor presencia en el sistema nervioso central, la glicina por su parte lo es en el sistema nervioso periférico. Aun así, clasificar de esta forma los neurotransmisores es incorrecta, ya que hay muchos otros factores sinápticos que ayudan a determinar los efectos inhibitorios o excitatorios de un neurotransmisor.

## PEPS espontáneos
La liberación de vesículas de neurotransmisores desde la célula presináptica es aleatoria. De hecho, incluso sin la estimulación de la célula presináptica, a veces se liberan vesículas en la sinapsis generando un PEPS. Bernard Katz fue pionero en el estudio de estos PEPS espontáneos (a veces llamados potenciales miniatura de terminal de placa) en 1951, demostrando la naturaleza cuántica de la transmisión sináptica. Funcionalmente los potenciales miniatura y los PEPS son idénticos. La denominación terminal de placa se utiliza porque los estudios de Katz se llevaron a cabo en la unión neuromuscular, el componente de la fibra muscular denominado comúnmente terminal de placa.
Katz descubrió que la cantidad de neurotransmisor liberado a la hendidura sináptica es siempre múltiplo entero de una cantidad equivalente a unas 1000 moléculas. Esta cantidad es la contenida en una vesícula de neurotransmisores en la presinapsis, y se necesita la liberación de 100 vesículas para iniciar un potencial de acción en la postsinapsis.